# John Schmidt Andersen
John Schmidt Andersen (født 20. januar 1959 i Hobro) er en dansk politiker for Venstre. Han var borgmester i Frederikssund Kommune fra 1. januar 2014 til 31. december 2021. I sit civile liv er Andersen politibetjent.